# اچ. جان هاینتس سوم
اچ. جان هاینتس سوم (به انگلیسی: H. John Heinz III) سناتور سابق عضو حزب جمهوری‌خواه ایالات متحده آمریکا بود. وی در سال ۱۹۷۷ تا ۱۹۹۱ میلادی سناتور ایالت پنسیلوانیا در سنای ایالات متحده آمریکا بود.